# The Actor's Children
The Actor's Children er en amerikansk stumfilm fra 1910 af Barry O'Neil.

## Medvirkende
- Frank H. Crane
- Orilla Smith
- Yale Boss
- Nicholas Jordan